# Palácio Palha
O Palácio da Palha também designado como Palácio Van Zeller ou Palácio Pancas Palha fica situado entre as Ruas de Santa Apolónia, Travessa do Recolhimento de Lázaro Leitão e a Calçada dos Barbadinhos, na freguesia de São Vicente, anteriormente na freguesia de Santa Engrácia, em Lisboa, Portugal.

## História
A história deste edifício remonta ao reinado de D. Sebastião, altura em que Manuel Barreto Quaresma possuia uma casa neste espaço específico e foi uma das muitas quintas de recreio que, na zona oriental de Lisboa, e constituía um contraponto ao bulício da Lisboa quinhentista das Descobertas, que se desenvolvia naquela altura em Belém, na zona mais meridional da cidade, o Palácio terá sido construído no século XVI e a traça actual do palácio datará do século XVII, com dois corpos ladeando um pequeno jardim de carácter romântico.
No século XVIII a propriedade foi adquirida por D. Luís de Meneses, Senhor de Pancas e de Ponte da Barca, a que deve um dos seus nomes e que então efectuou avultadas transformações no mesmo, em particular no corpo que se desenvolve a poente, sendo merecedor de igual relevância, a construção da pequena sala decorada com pinturas de motivos campestres (denominada Sala dos frescos), datada provavelmente do principio do século XIX.
No século XIX foi vendido à família Palha que colocou as suas armas na esquina da Travessa do Recolhimento de Lázaro Leitão, sendo já nessa altura um edificio que era um exemplo típico de casa senhorial setecentista e na qual se destacavam a entrada em pátio aberto para carruagens e a escadaria nobre, virada para Sul/Poente, salienta-se ainda, a ala do edifício, com o salão de música (denominado Salão nobre), a capela com baptistério e os jardim e espaços de lazer e estar. Esta família fez importantes obras de remodelação do jardim no qual acrescentaram elegantes janelas de sacada que no cunhal apresenta em pedra as armas dos Pereiras, Farias e Almeidas, usadas pelos Palha.
No mesmo século todo este conjunto passou para a posse da família Van Zeller, que deixou de o habitar no século XX, adquirido, na década de 1960, pela Câmara Municipal de Lisboa foi recuperado da ruína em que se encontrava graças aos esforços conjugados desta edilidade e da União Europeia com o objectivo de ser entregue a instituições científicas.
O projecto de recuperação foi uma das últimas obras do arquitecto Frederico George.

## Na actualidade
Localizado na zona oriental da cidade esteve aí instalado o CIDEC (Centro Interdisciplinar de Estudos Económicos), sendo que o Palácio assume-se como uma componente do projecto de reabilitação desta zona, que procura torná-la num dos pólos mais dinâmicos da Lisboa do próximo século.

A Companhia Olga Roriz instalou-se no Palácio Pancas Palha em outubro de 2013, após um período de incerteza motivado pelo fim da cedência das instalações que ocupavam na Rua da Prata.
Foi classificado de Imóvel de Interesse Público pelo Decreto 67/97 de 31 de Dezembro de 1997 e pela portaria n.º 106/99 publicada no II.ª Série do D.R., n.º 31, de 6 de Fevereiro de 1999.